# 瀧川好庸
瀧川 好庸（たきがわ よしのぶ、1942年 - ）は、日本の文学者、教育者。

## 略歴
兵庫県出身。暁星高等学校卒業、上智大学外国語学部フランス語学科卒業、上智大学文学研究科フランス文学専攻修士課程修了。
教育者としては暁星学園講師、上智大学フランス文学科助手、聖心女子大学講師、上智大学文学部教授を歴任。
1990年、瀧川慶作の次代の瀧川学園理事長となる。2002年、滝川第二高等学校校長に就任し、任期中に滝川第二中学校を開校。2017年、兵庫県私学振興協会の理事長に選任され就任する。
2017年7月より、国際ロータリー第2680地区の2017-2018年度、ガバナーに就任。

## 著書・共編著
- 『フランス文法の基礎と演習』（第三書房） 1979年
- 『シャトーブリヤンとナポレオン』（理想社） 1993年
- 『やさしく読めるフランス語新聞』（第三書房） 1995年
- 『やさしいフランス語新聞1』（第三書房） 1997年
- 『やさしいフランス語新聞2』（第三書房） 1997年
- 『やさしいフランス語新聞3』（第三書房） 1999年
- 『私学の理想と現実』（幻冬舎ルネッサンス） 2013年
- 『瀧川辨三　神戸と燐寸と教育と』（神戸新聞総合印刷） 2023年

### 訳書
- フランソワ・ヴィゴ＝ルシヨン『恋するジョゼフィヌ ナポレオンとの愛』（中央公論社） 1982年
  - 『ナポレオンとジョゼフィーヌ』（中公文庫） 1987年
- ジャック・ジャンサン『ナポレオン戦線従軍記』（中央公論社） 1982年、中公文庫 1988年
- ユゲット・ペロル『獅子は斃された エチオピア革命 と愛』（中央公論社） 1987年
- リュック・ブノワ『ヴェルサイユの歴史』（白水社 文庫クセジュ） 1999年